# Міногоподібні
Міногоподібні (Petromyzontiformes) — це давня збережена лінія безщелепних риб, що належить до надкласу круглоротих. Доросла мінога може характеризуватися зубчастим воронкоподібним сисним ротом. Відомо приблизно 38 сучасних видів міног і п'ять вимерлих видів. Вони поділяються на три родини: дві родини з бідними видами в Південній півкулі та одна родина видів у Північній півкулі. Філогенетичні дослідження вказують на розбіжність у середині мезозою для всіх трьох, що лежить в основі поділу Лавразії та Гондвани. Поява сучасних міног лише з мезозою (зі значним родовим і видовим випромінюванням лише в кайнозої) контрастує з палеозойським походженням групи та її базовою природою.
Паразитичні м'ясоїдні міноги є найвідомішими видами, вони живляться, впиваючись у м'ясо інших риб, щоб висмоктувати їхню кров, але лише 18 видів міног ведуть цей мікрохижацький спосіб життя. Людину кусає, але такі рани не глибокі і рідко шкодить здоров'ю. З 18 видів м’ясоїдних дев’ять мігрують із солоної води в прісну для розмноження (деякі з них також мають прісноводні популяції), а дев’ять живуть виключно в прісній воді. Усі нехижі форми є прісноводними видами. Дорослі особини нехижих видів не харчуються; вони живуть за рахунок запасів, придбаних як аммоцети (личинки), які вони отримують через фільтраційне годування.